# Iñigo Chaurreau Bernárdez
Inigo Chaurreau Bernardez (ur. 14 kwietnia 1973), kolarz hiszpański.
Od 2002 r. ściga się w profesjonalnej drużynie, w gronie zawodowców, późniejszym UCI Pro Tour.